# Laguna de Fuente de Piedra
La Laguna de Fuente de Piedra es un humedal situado en la comarca de Antequera (Málaga), en el término municipal de Fuente de Piedra, en España. 
Es la laguna salada más grande de Andalucía, con 6,5 km de longitud (noreste-suroeste) y 2,5 km de anchura (noroeste-sureste), y junto a la laguna de Gallocanta representa una de las dos grandes lagunas que quedan en la península ibérica. Constituye  el enclave más importante donde se reproduce con regularidad el flamenco común (Phoenicopterus roseus), siendo la colonia nidificante de Fuente de Piedra, junto a la existente en la Camargue (Francia), la más relevante del Mediterráneo Occidental y África Noroccidental.
La laguna fue declarada sitio Ramsar en 1983, reserva natural el 11 de enero de 1984, Zona de Especial Protección para las Aves (ZEPA) en 1988 y finalmente Zona de Especial Protección para las Aves (ZEPA) en 2013. y Zona Especial de Conservación (ZEC) desde 2013. Abarca 1364 ha de zona protegida, de las que 164 ha conforman la reserva natural. 
Se extiende a lo largo de un paisaje de relieves muy suaves, cubierto de campos de olivo y cereal. Es endorreica y se abastece gracias a las precipitaciones, la escorrentía y las aguas subterráneas. También es muy estacional, alternando largos períodos de encharcamiento con otros de sequía. 
En su cuenca se depositan sal y yeso, minerales que al disolverse en el agua de la laguna le confieren salinidad. En primavera, la laguna se seca y la sal cristaliza en su superficie. Esta sal fue explotada comercialmente desde la era romana hasta los años 1950. Dentro de la laguna aún subsisten vestigios de los canales que se empleaban para evacuar el agua y facilitar así la sedimentación de la sal. Actualmente, estos diques sirven para la nidificación de muchas aves.

## Características físicas y bióticas
La laguna se sitúa en la zona de la  divisoria de aguas entre la cuenca del río Guadalquivir (vertiente  atlántica) y la cuenca del río Guadalhorce (vertiente mediterránea). Constituye el área de menor cota de una cuenca endorreica o de  drenaje cerrado de aproximadamente 15 000 ha de superficie cuyo ámbito queda enmarcado por la cuenca de la laguna de la Ratosa y cuenca del Genil al Norte, las sierras de Camorra y Mollina al Noreste, sierra de Humilladero al Este, complejo endorreico de las lagunas de Campillos y cuenca del Guadalhorce al Sur, y manto detrítico asociado a la sierra de los Caballos al oeste. Ubicada a una altitud de unos 410 m s. n. m., la laguna posee una forma elíptica algo arriñonada con ejes de longitud comprendida entre 6,8 y 2,5 km y un perímetro de 18 km. De fondo muy horizontal y con pendientes suaves, la lámina de agua no suele superar los 2 m de profundidad, superando esta cifra sólo en condiciones excepcionales. 

### Geología
Tanto la laguna como su entorno se enmarcan dentro del ámbito de las cordilleras Béticas, localizándose casi en su totalidad en el espacio ocupado por la Zona Subbética dentro de las denominadas Zonas Externas. Por orden cronológico las formaciones geológicas principales que se dan cita en este espacio son los materiales del mioceno y los depósitos cuaternarios. En general, el entorno de la laguna se caracteriza por presentar pendientes suaves (menores al 4%) con altitudes que oscilan entre los 410 m de las zonas más bajas donde se ubica la laguna y los 434 m de máxima, a excepción de las sierras circundantes. La orografía del lugar se muestra fuerte en las sierras jurásicas, alomada con pendientes moderadas a suaves sobre el mioceno y suave a llana en los materiales cuaternarios. El origen de la laguna se asocia, según una de las hipótesis más aceptadas, a los procesos kársticos de disolución y subsidencia.

### Clima

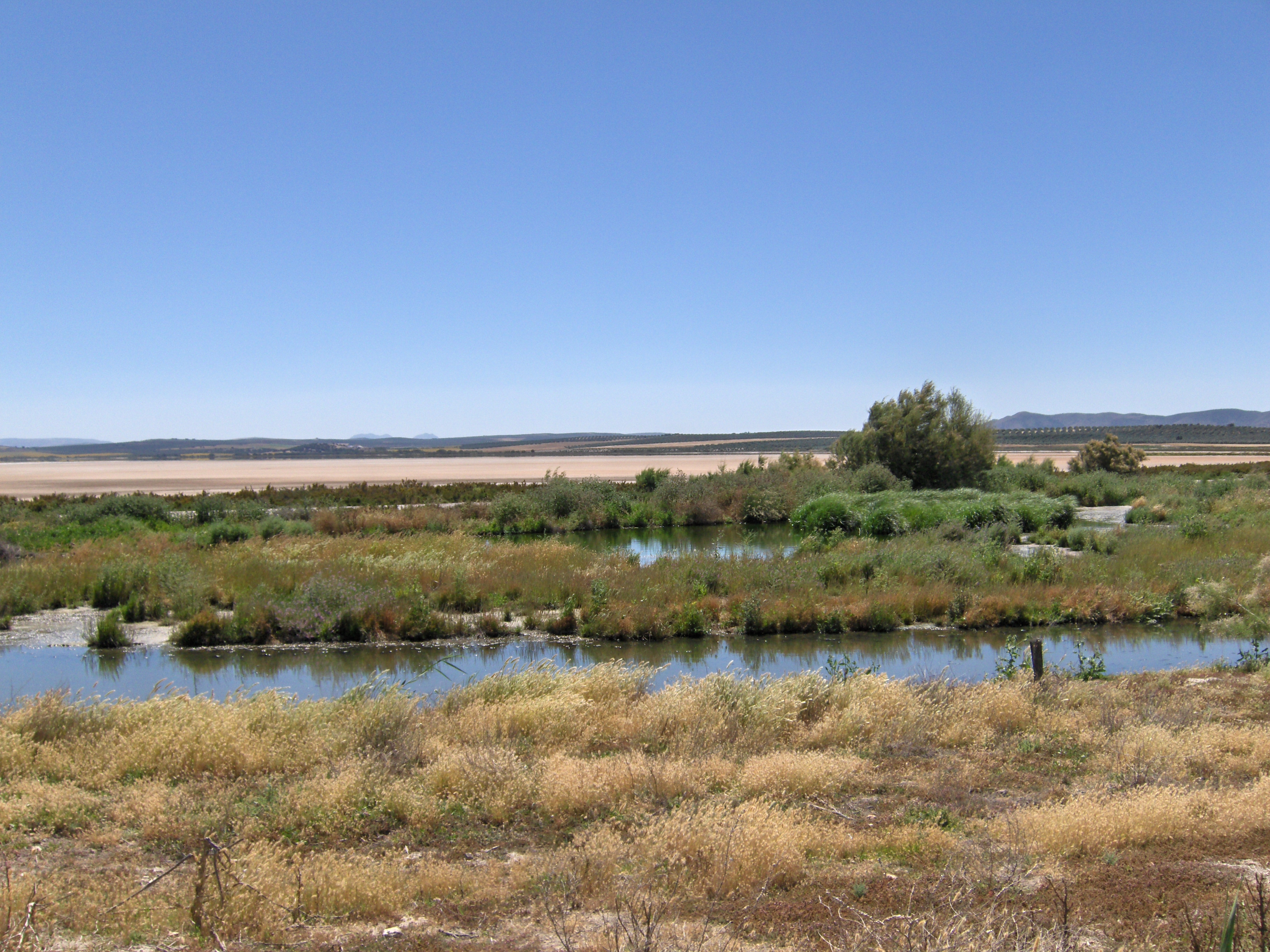
Aspecto de la laguna en el mes de junio

La laguna de Fuente de Piedra se sitúa bajo la influencia del clima continental mediterráneo templado, con una estación seca (primavera-verano) y otra estación con predominio de lluvias torrenciales (otoño-invierno). La precipitación media anual  en la cuenca se halla en torno a los 460 mm/año. Hay una gran variación de la distribución interanual de precipitaciones con años hidrológicos  donde se llegan a superar los 700 mm/año y otros en los que apenas se alcanzan los 200 mm/año. A lo largo del año las lluvias más intensas se concentran entre los meses de noviembre a febrero, siendo julio el mes más seco. 

### Hidrología
La laguna de Fuente de Piedra se nutre de los aportes provenientes del agua de lluvia directa sobre la laguna, de la escorrentía de su cuenca aportada por los diferentes arroyos que a ella confluyen, y de la descarga subterránea de los acuíferos del entorno. La salida natural se realiza por evaporación. Resultado de la acción combinada de factores climáticos e hidrogeológicos, la laguna de Fuente de Piedra mantiene en condiciones hidrológicas medias una lámina de agua de mínimo 20 cm, suficiente para la persistencia de hábitats y especies de gran interés ecológico. A pesar de poseer una tipología de alimentación mixta (aportes de aguas superficiales y subterráneas), en ciclos meteorológicos secos son las aguas subterráneas las que constituyen el aporte fundamental (comportamiento hipogénico). Varios arroyos alimentan con sus aguas la laguna, aunque en la actualidad ninguno de ellos lo hace de forma permanente debido a la multitud de captaciones realizadas. En las áreas periféricas de la laguna existen pequeños sectores que, en condiciones de recarga excepcional, quedan inundados durante periodos cuya duración depende de la intensidad de las precipitaciones.
Debido a que la mayoría de agua de la laguna proviene de aguas superficiales, la ausencia continuada de precipitaciones durante varios años puede causar que los niveles de la laguna no lleguen a los mínimos requeridos para la presencia de fauna como los flamencos. En 2021 y 2023 no hubo suficiente agua para la presencia de una cantidad de estas aves, lo que llevó a la cancelación del evento de anillamiento de crías. La confederación Ecologistas en Acción achacó este suceso a la existencia de presuntos pozos ilegales alrededor de Antequera.

## Flora y fauna

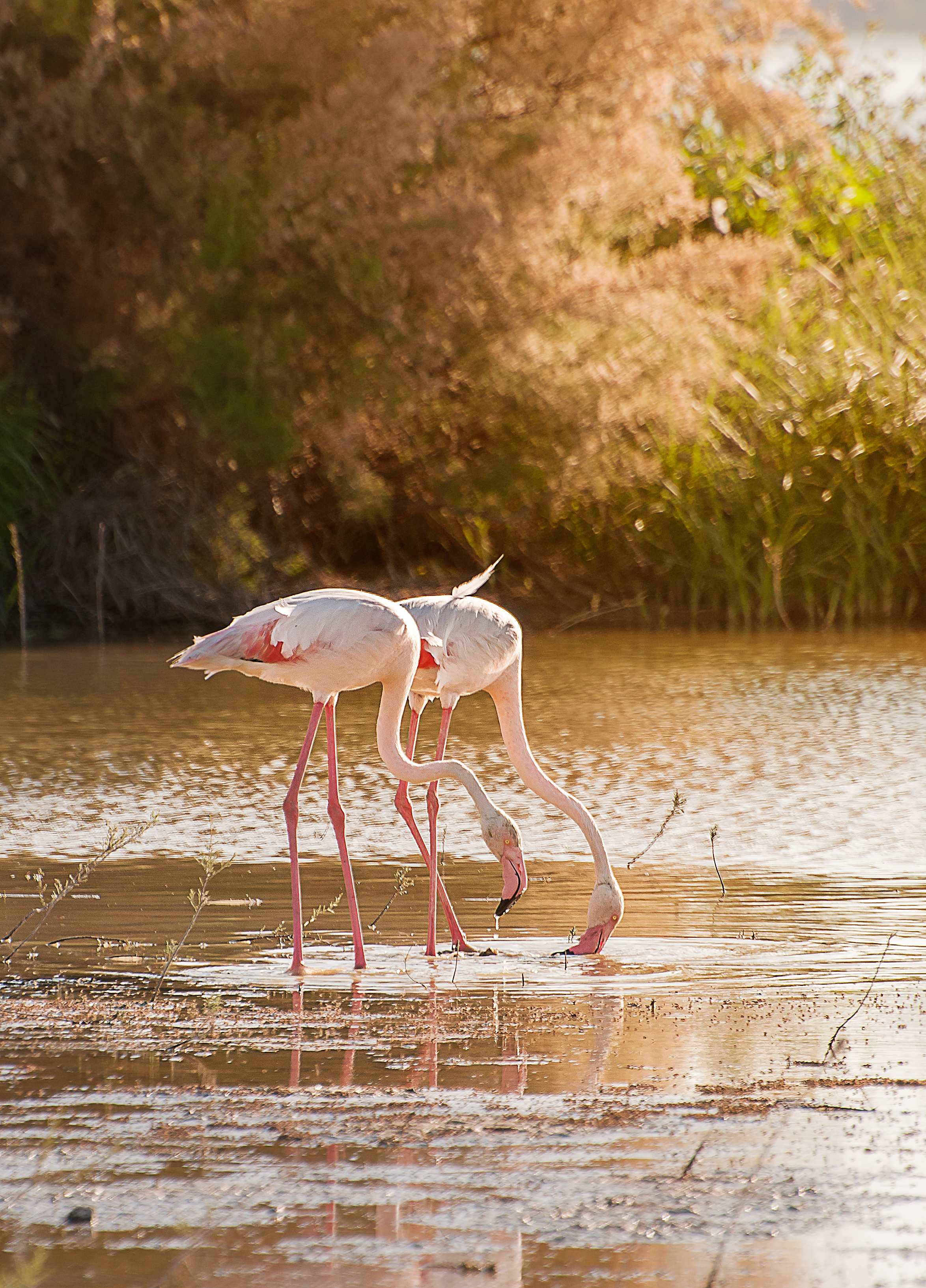
Flamencos en la laguna

Es un importante lugar de nidificación, invernada y paso migratorio de muchas aves acuáticas. Alberga la mayor colonia de flamencos de la península ibérica (más de 17 000 en 2022) y la segunda más importante de Europa, que pueden observarse durante el período de nidificación (marzo-julio) junto a muchas otras especies, como la pagaza piconegra, la gaviota reidora y la picofina, el chorlitejo patinegro, la cigüeñuela o la avoceta. En el período de invernada (noviembre-febrero) se observan grullas, anátidas como el pato cuchara y algunos limícolas. En los períodos de paso migratorio aparecen limícolas y rapaces.
Una buena parte de los flamencos nacidos en la laguna de Fuente de Piedra pasan el invierno en Marruecos, particularmente en la desembocadura del río Muluya, en la laguna costera de la Mar Chica o en el Parque nacional de Souss-Massa. Durante el período de cría de los pollos las áreas de alimentación utilizadas por los adultos son las salinas de Cabo de Gata, las Marismas del Odiel y, fundamentalmente, las Marismas del Guadalquivir. El seguimiento de individuos anillados ha permitido establecer que los flamencos que se reproducen en Fuente de Piedra se alimentan en humedales situados en un radio de 200 km en torno a la colonia.
Las aguas salinas de la laguna permiten el desarrollo de una vegetación halófila como el carrizo, el junco y la caña, unidos al matorral mediterráneo.